# Region Północno-Zachodni (Kamerun)

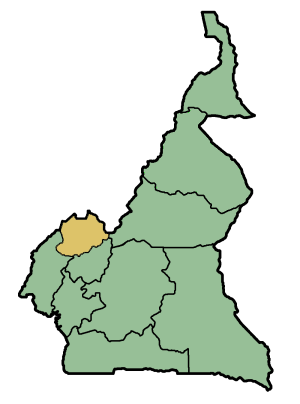
Położenie Regionu Północno-Zachodniego na mapie Kamerunu

Region Północno-Zachodni (ang. Northwest Region, fr. Région du Nord-Ouest) – region Kamerunu. Jego stolica to Bamenda. Obszar 17 812 km² zamieszkuje około 1 237 tys. ludzi (1987).

## Geografia

### Ludność
Region jest zamieszkany przez liczne grupy etniczne. Część z nich żyje na tych terenach od dawna, część to ludność napływowa – zarówno z zagranicy, jak i z sąsiednich regionów. Najważniejsze ludy to Tikari, Widikum i Fulanie, natomiast najpowszechniejsze języki to Bafmen, Oku, Lamso, Ngemba, kamtok (żargon na bazie angielskiego), Balikumbat i Nkom. Pewnym problemem jest podział terenów poszczególnych ludów przez granice państwowe.

### Miasta
Wybrane miasta: Babanki

## Gospodarka

### Przemysł
Przemysł nie odgrywa istotnej roli w życiu gospodarczym regionu. Jest to spowodowane niewielką liczbą zakładów przemysłowych i co za tym idzie małą liczbą ludności zatrudnionych w tej gałęzi gospodarki. Należy odnotować istnienie zakładów spożywczych, drzewnych, narzędziowych oraz lokalnego rzemiosła.

### Turystyka
Główną atrakcją przyciągającą turystów jest bogata przyroda – rzadkie gatunki roślin i zwierząt, bujne lasy deszczowe, ciekawa rzeźba terenu, w tym liczne malownicze jeziora jak choćby Nyos i Wodospady Menchum.

## Administracja i warunki społeczne

### Administracja lokalna

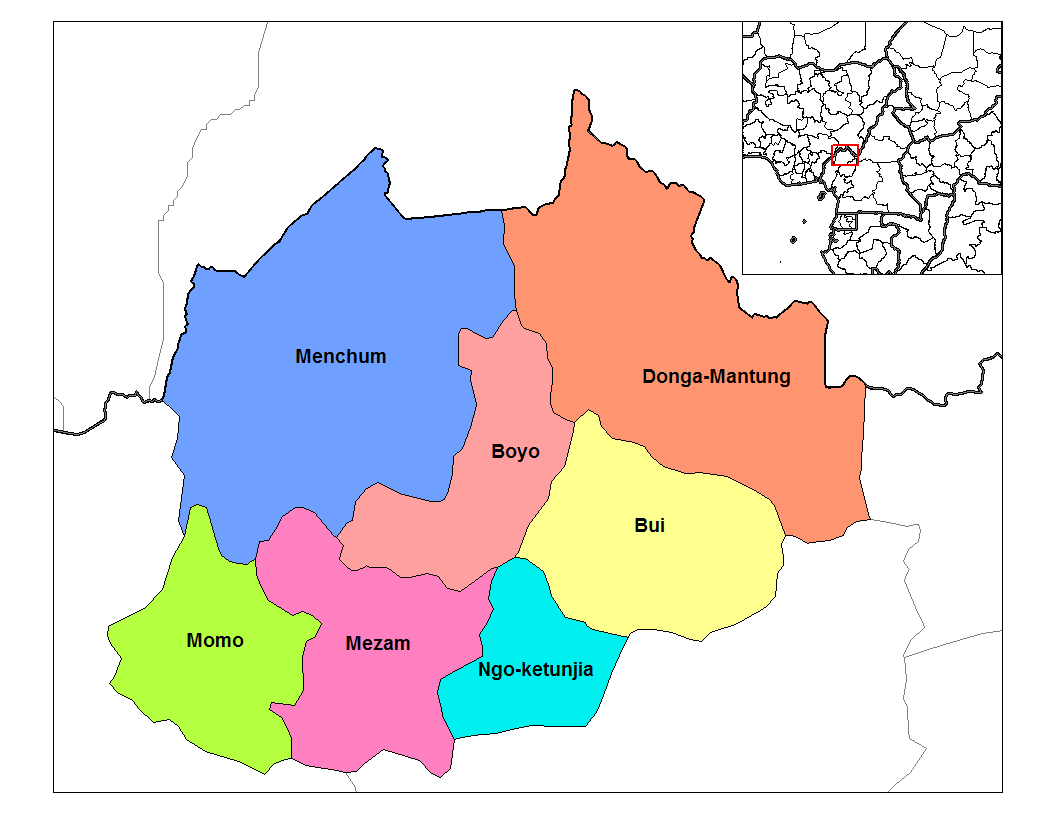
Departamenty Regionu Północno-Zachodniego

Region jest podzielony na siedem departamentów: Boyo ze stolicą w Fundong, Bui ze stolicą w Kumbo, Donga Mantung ze stolicą w Nkambé, Menchum ze stolicą w Wum, Mezam ze stolicą w Bamenda, Momo ze stolicą w Mbengwi i Ngo-Ketunjia ze stolicą w Ndop. Na czele regionu stoi mianowany przez prezydenta gubernator. Na czele departamentu stoi, także mianowany przez prezydenta, prefekt.

### Tradycyjne struktury polityczne
Tradycyjni przywódcy lokalni zwani Fon, uważani za ziemskich przedstawicieli przodków, czasami odgrywają istotną rolę, ciesząc się większym szacunkiem i poważaniem niż przedstawiciele administracji państwowej.